# Derek Thomas Whiteside
Derek Thomas Whiteside (* 23. Juli 1932 in Blackpool; † 22. April 2008 in Wokingham) war ein britischer Mathematikhistoriker. Er galt als führende Kapazität zum Werk Isaac Newtons und gab zahlreiche bislang unveröffentlichte Manuskripte und mathematische Schriften Newtons heraus.

## Leben
Whiteside kam 1932 in Blackpool, einer englischen Küstenstadt an der Irischen See in der Grafschaft Lancashire, zur Welt. In seiner Heimatstadt besuchte er die Grammar School und wechselte nach dem Schulabschluss an die University of Bristol, die er 1954 mit einem ausgezeichneten Examen in Französisch und Lateinisch verließ. Whiteside promovierte an der University of Cambridge, seine Dissertation wurde 1961 unter dem Titel Patterns of Mathematical Thought in the Later Seventeenth Century, and still unique in its breadth and depth veröffentlicht. Von 1961 bis 1963 war er Research Fellow am Department of Scientific and Industrial Research (DSIR) und anschließend bis 1972 Research Assistant in Cambridge. Zwischen 1972 und 1976 war er assistierender Forschungsdirektor und von 1976 bis 1987 University Reader für Mathematikgeschichte. Danach war er bis zu seinem Ruhestand im Jahr 1999 Professor emeritus für Mathematikgeschichte und Naturwissenschaften.
Whiteside war 35 Jahre lang mit Ruth, geb. Robinson, verheiratet. Seine Frau starb bereits 1997.

## Auszeichnungen
1975 nahm die British Academy Whiteside als Mitglied auf. 1977 wurde er mit der George-Sarton-Medaille ausgezeichnet, dem höchst renommierten Preis für Wissenschaftsgeschichte der von George Sarton und Lawrence Joseph Henderson gegründeten History of Science Society (HSS). 1968 erhielt er die erste Koyré-Medaille.

## Werke
- Biographie von John Collins, in Dictionary of Scientific Biography. New York 1970–1990.
- The Mathematical Principles Underlying Newton's 'Principia Mathematica': Being the Ninth Gibson Lecture in the History of Mathematics Delivered Within the University of Glasgow on 21st October 1969, Hardcover, University of Glasgow, ISBN 0-85261-014-9
- Herausgeber von: Newton, Isaac. The Mathematical Papers of Isaac Newton, 8 vols., Cambridge University Press, 1967–1981.